# Жиронда (естуарій)

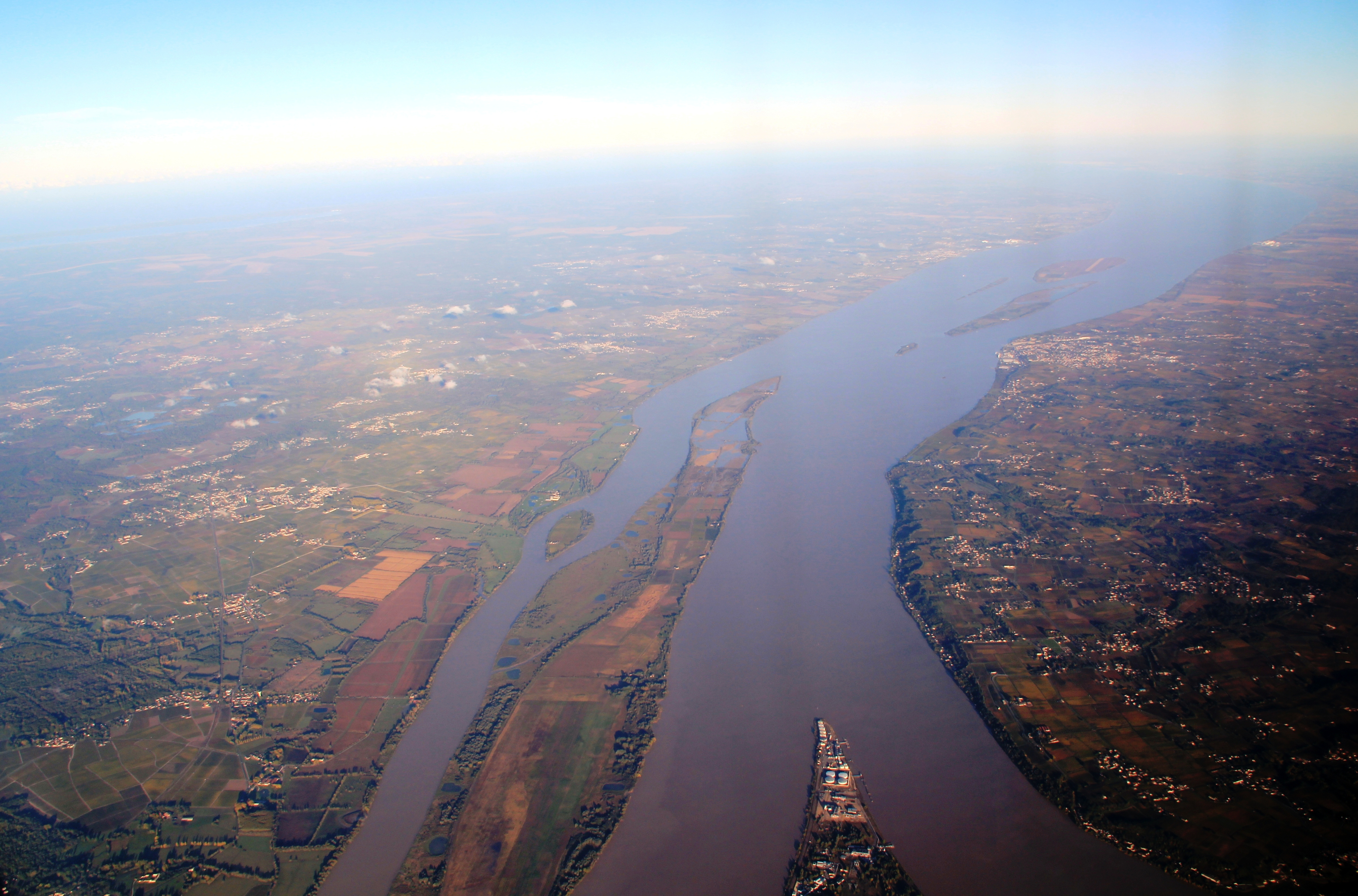
Вид з повітря на естуарій Жиронда в Аквітанії, Франція. Річки Дордонь (справа) і Гаронна (зліва) впадають в естуарій.

Жиро́нда (фр. estuaire de la Gironde) — судноплавний естуарій (часто помилково називають річкою) у південно-західній частині Франції, утворений злиттям річок Дордонь і Гаронна, розташований трохи нижче центру Бордо. З акваторією 635 км² — це найбільший естуарій у західній Європі.
Естуарій має довжину 65 км, ширина варіюється від 3 до 11 км. Французький департамент Жиронда одержав свою назву саме від естуарію. Для Жиронди характерні дуже сильні припливні течії, що ускладнює навігацію суден будь-якого типу і розміру.

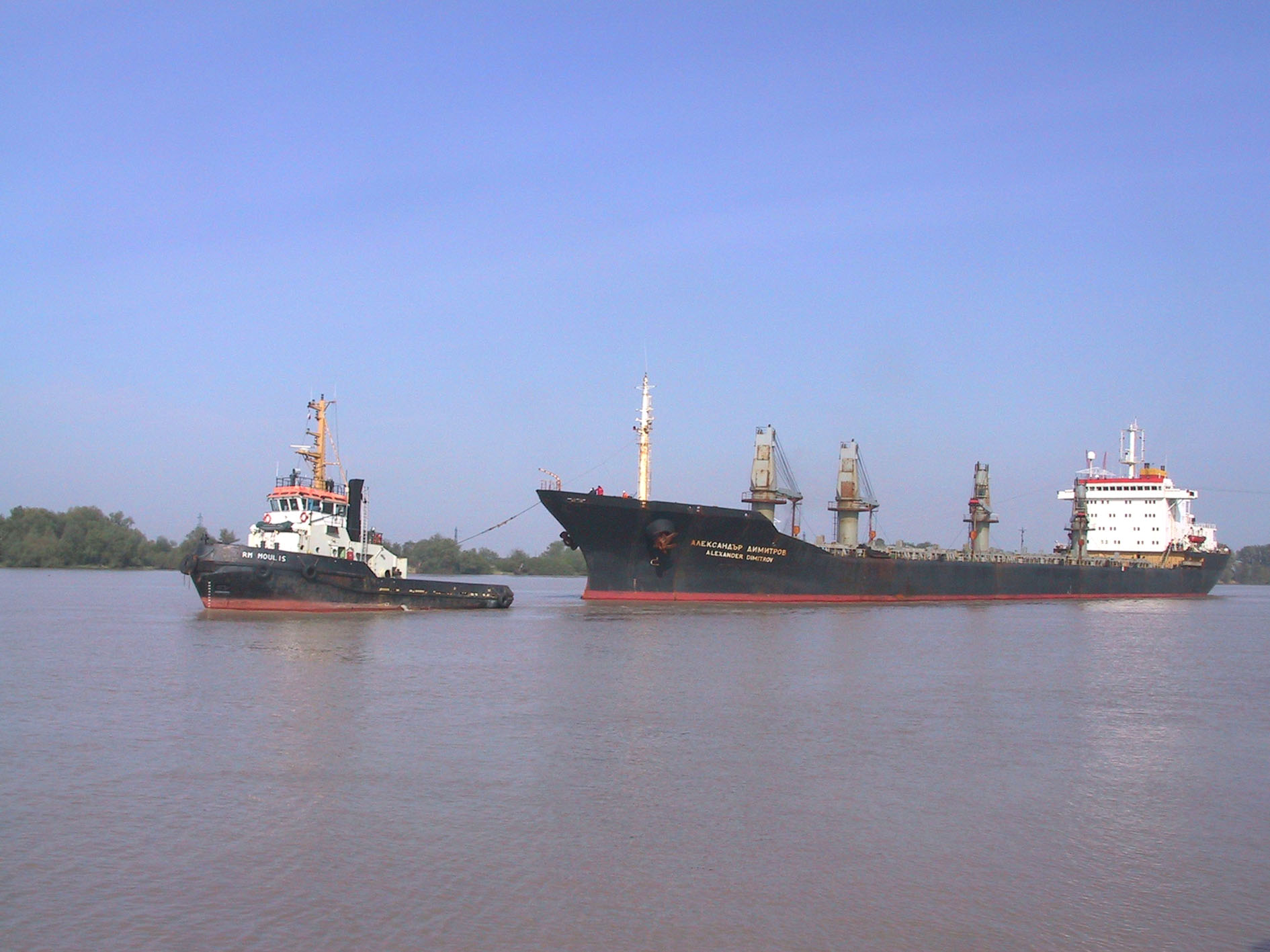
Буксир допомагає балкеру дістатись порту Бордо через естуарій Жиронда

Назва Gironde походить від лат. Girus Undae, що означає «крутіння, яке роблять води, з'єднуючися разом».

## Друга світова війна
Естуарій був місцем здійснення операції «Франктон», яка проводилася британцями під час Другої світової війни. Їхнім завданням було знищувати німецькі кораблі, пришвартовані на пристанях порту Бордо.